# Nara (Syria)
Nara (arab. نعرة) – miejscowość w Syrii, w muhafazie Hims. W 2004 roku liczyła 2337 mieszkańców.